# Hovgården
Hovgården régészeti lelőhely az Adelsö szigeten a Mälaren-tó területén Ekerö községben, Svédország Uppland tartományában az ország keleti, középső részén. A viking kor során a Mälaren-völgy virágzó központja volt a Björkö szigetén elhelyezkedő Birka, melyet a 8. század közepén alapítottak és, amely elnéptelenedett a 10. század végén. Hovgårdenről úgy tartják, hogy a királyok és törzsfőnökök innen irányították a birtokaikat. Hovgården, Birkával közösen az UNESCO világörökségének helyszíne lett 1993-ban. Hovgården a román stílusban épült Adelsöi templomtól északnyugatra fekszik. A korábban rétként hasznosított földterületet a 19. században kezdték el művelésbe vonni és azóta jelentős mértékben átalakult a táj.

## Története
Adelsö területén a legrégebbi fennmaradt régészeti leletek Hovgården északi részéről kerültek elő. Ezek különböző sírhelyek és temetkezési halmok a bronzkor idejéből. Látszólag e kultúra továbbra is élt a vaskor idején, mivel e korszak elejéről még találtak sírhelyeket, melyek e területen találhatók. Hovgården területén mintegy 124 sírhelyet találtak, melyből a legkésőbbiek a középkorból származnak. Ebből arra lehet következtetni, hogy a terület ezen időszakok alatt folyamatosan lakott terület volt. 
A település templomától északra öt temetkezési domb látható, melyek közül hármat Kungshögar névvel illetnek. A Kungshögar jelentése a svéd king, azaz király, valamint az ónorvég haugr (högar), azaz halom szóból ered. A Kungshögar jelentése tehát magyarra lefordítva Királyhalom. Úgy tűnik, hogy Hovgården királyi birtok volt, azaz Kungsgård a viking kor során. Egy 1917-ben végzett ásatás során előkerültek egy módos személy maradványai, aki mintegy 900 körül élt e vidéken. Egy csónakba fektetve temették el, drága ruhákba öltöztetve, ám fegyvertelenül, ugyanakkor lovak, tehenek és kutyák társaságában.
Birka városa a legöregebb város az országban, amely ekkoriban fontos nemzetközi kereskedelmi csomópontnak számított. Feltételezhető, hogy Hovgården azért lett királyi birtok, hogy ellensúlyozza Birka jelentőségét.

## Galéria

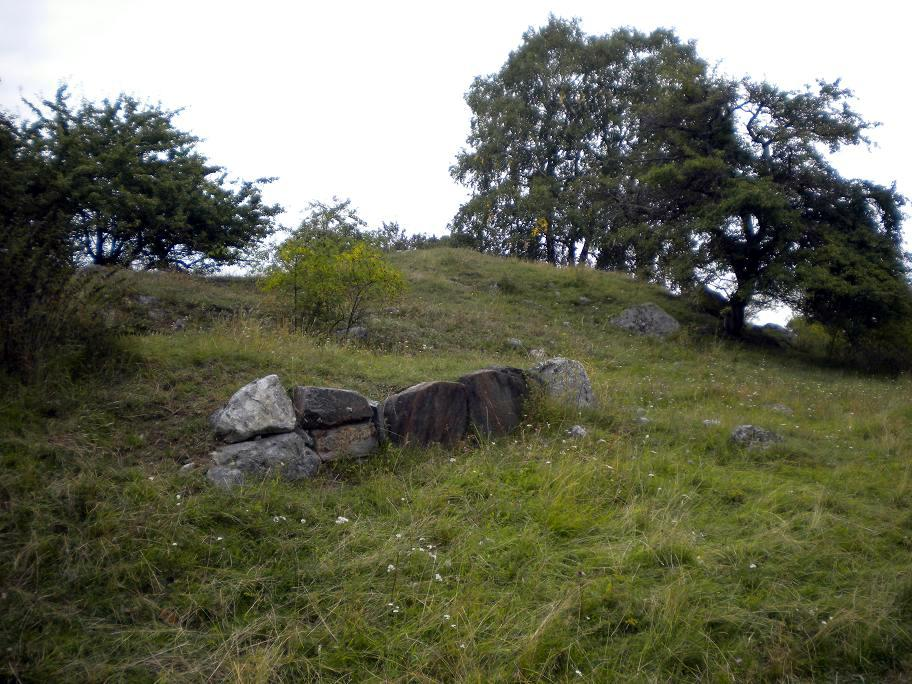
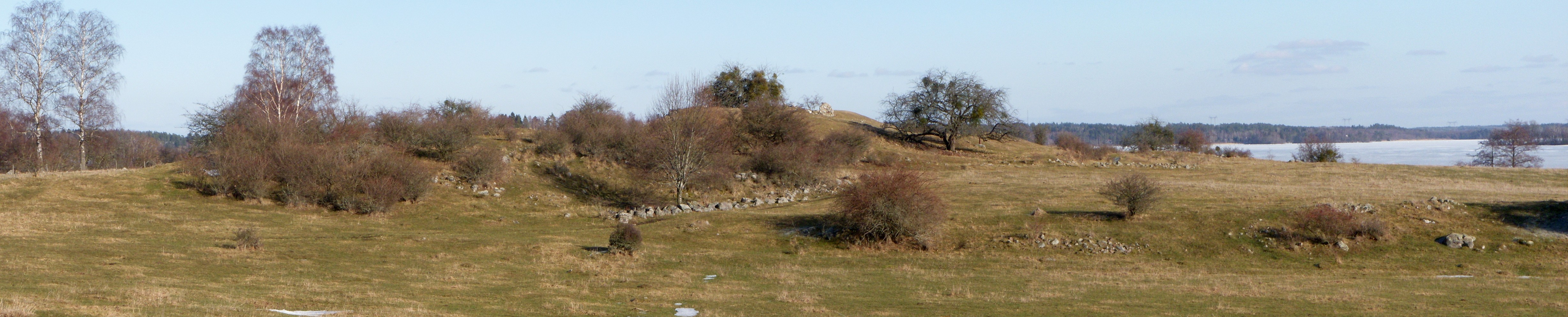
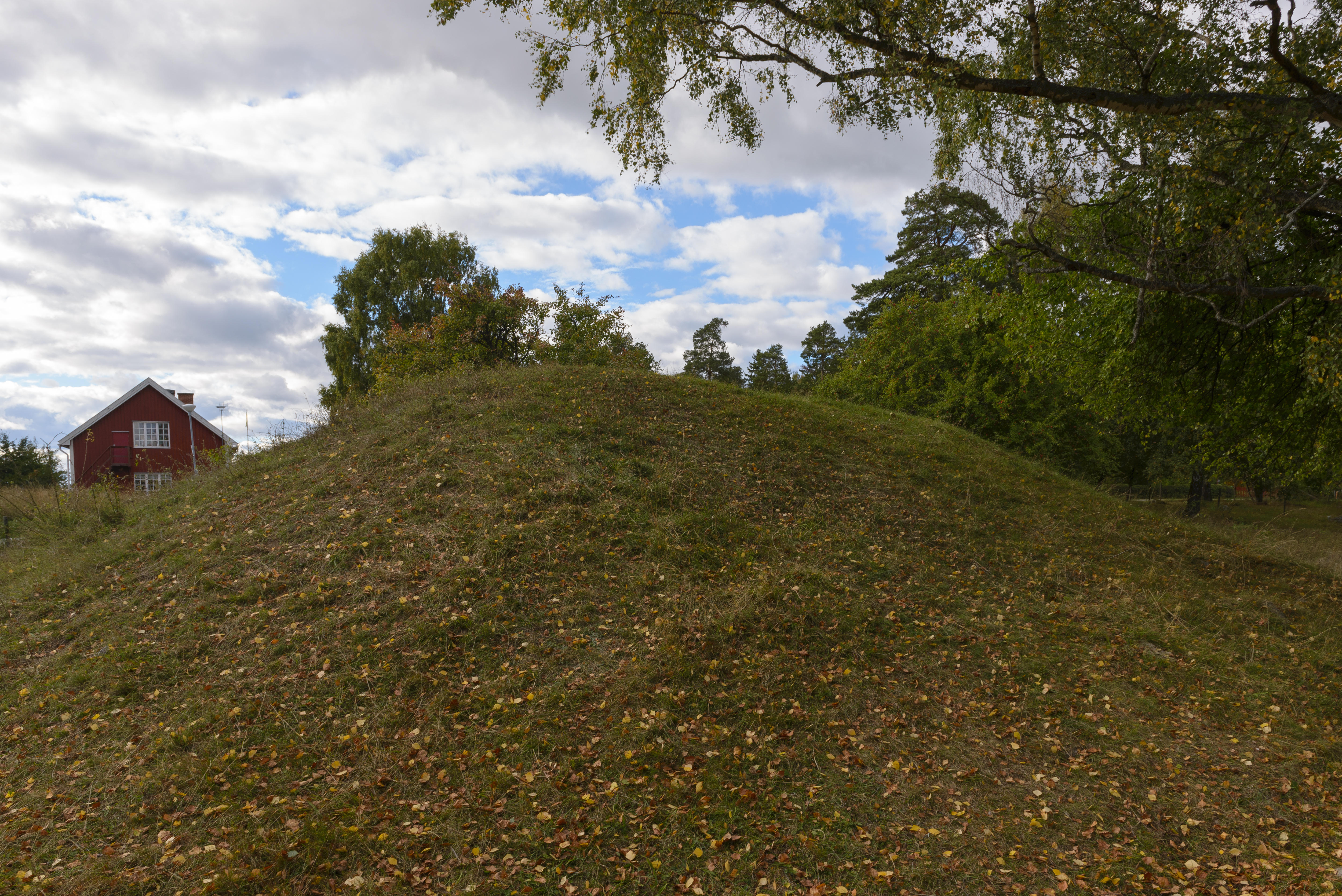
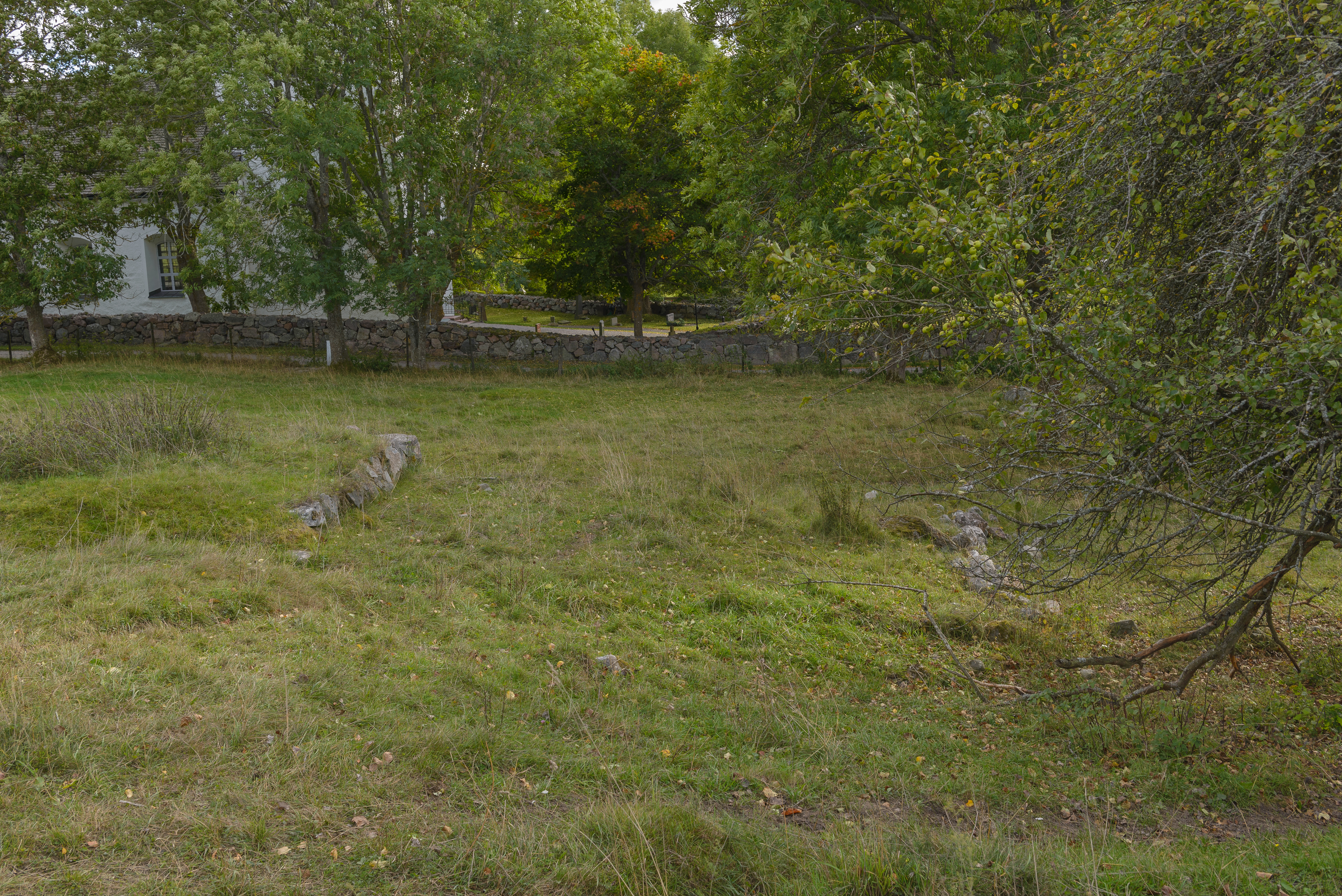
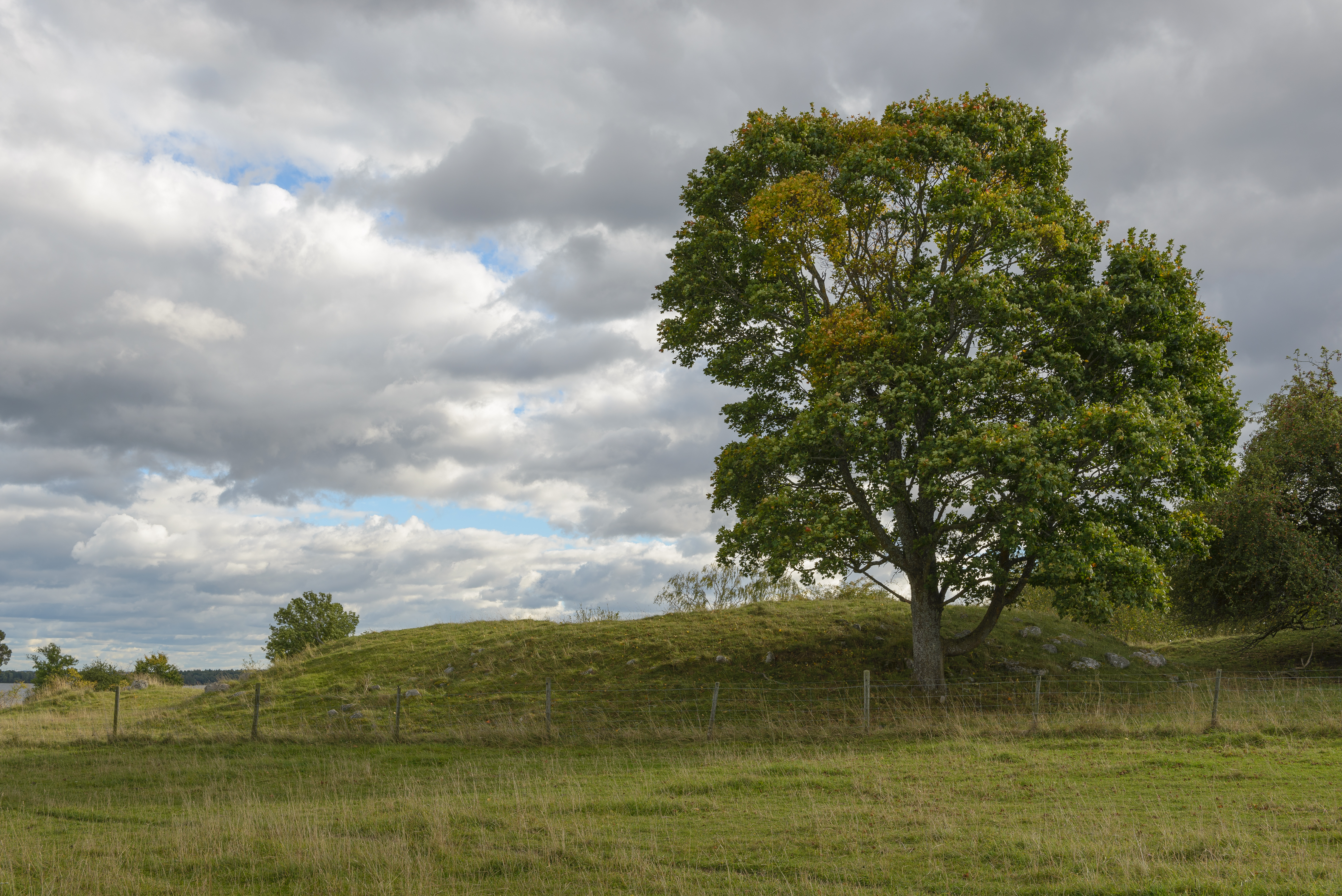
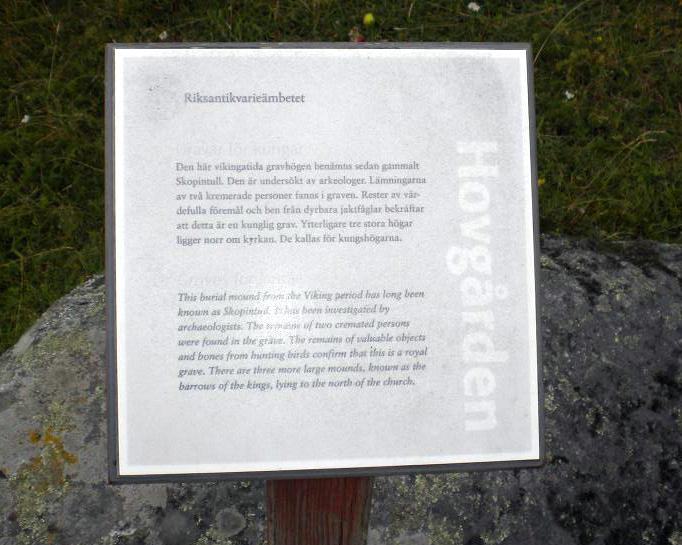
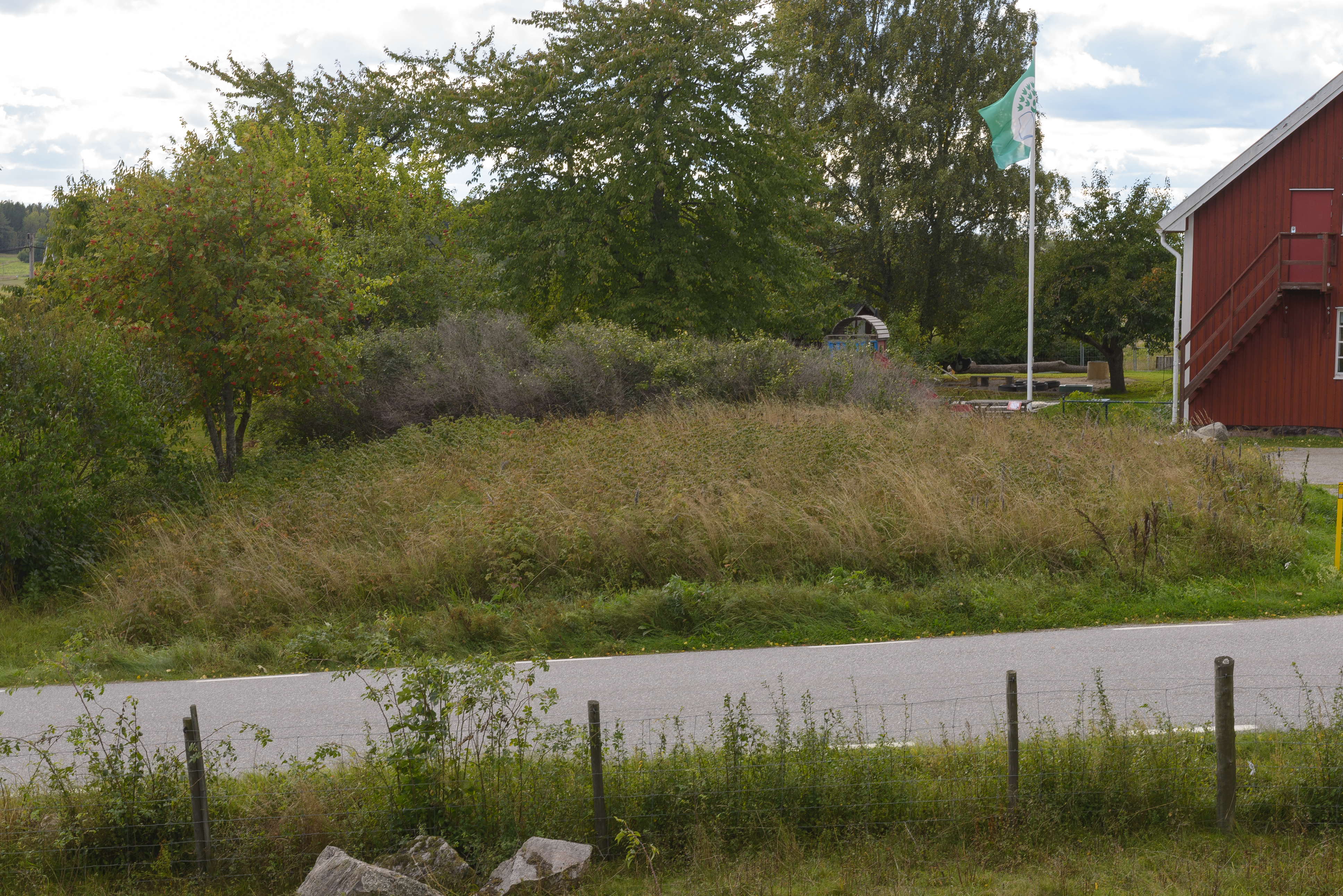
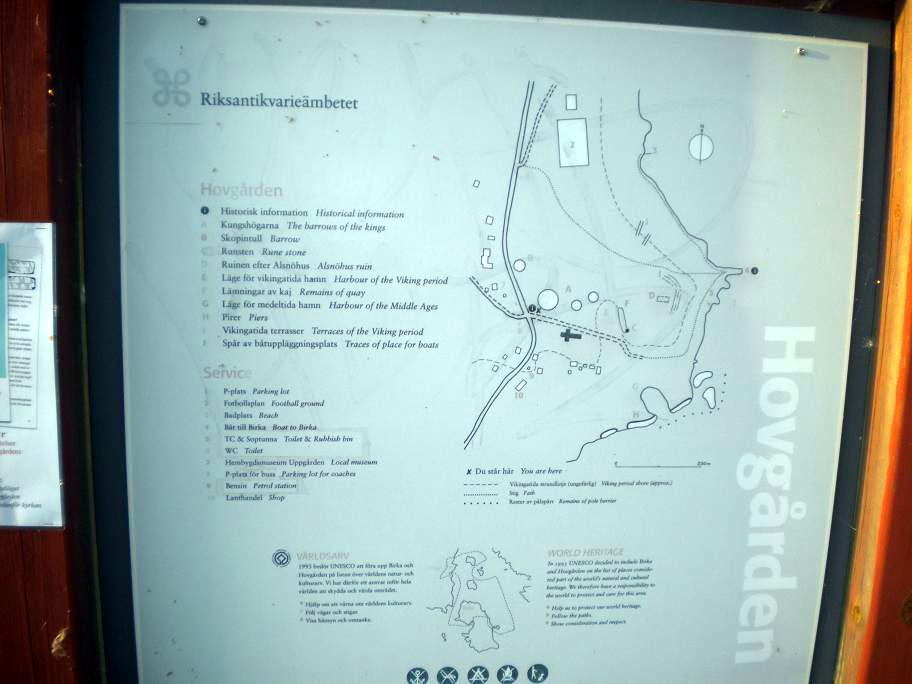
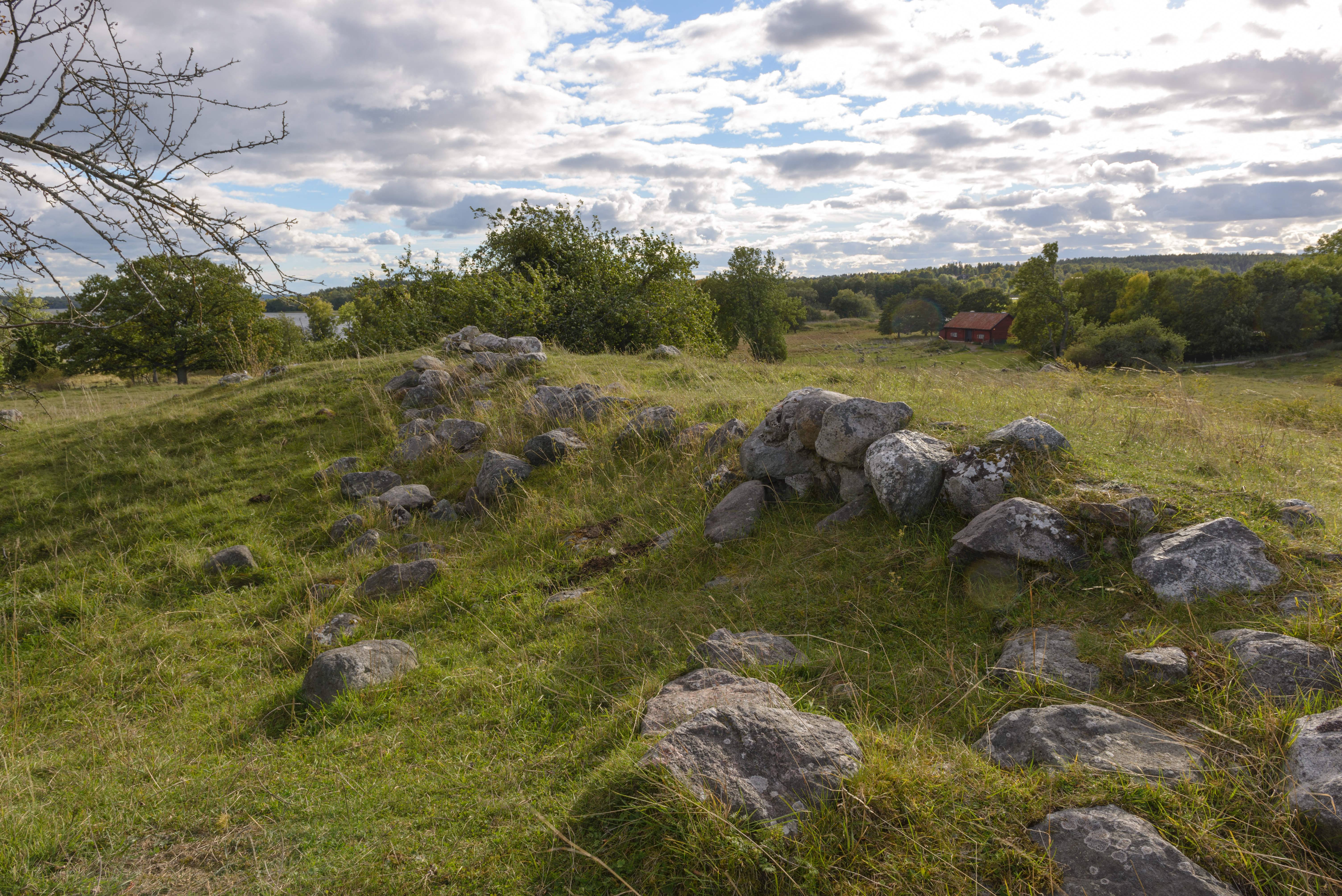

## Fordítás
Ez a szócikk részben vagy egészben  a   Hovgården című angol Wikipédia-szócikk ezen változatának fordításán alapul.  Az eredeti cikk szerkesztőit annak laptörténete sorolja fel. Ez a jelzés csupán a megfogalmazás eredetét és a szerzői jogokat jelzi, nem szolgál a cikkben szereplő információk forrásmegjelöléseként.